# 张纪中
张纪中（1951年5月23日—），暱稱張大鬍子，山东菏泽人，中国大陸电视剧制片人，曾任中国中央电视台中国电视剧制作中心高级经济师。他还做过话剧演员、电影演员、电视导演，多次獲得飞天奖、五个一工程奖，並成立「上海张纪中文化发展有限公司」(纪中文化)是他成立的公司。
在文革期间他到山西插队，后来进入陕西的话剧团。1991年，张纪中从山西电视台借调中央电视台担任《三国演义》制片主任（五个之一），开始成名。張的作品集中在历史剧，如参与制作的《三国演义》、《水浒传》、主导制作的《激情燃烧的岁月》，其他制作或参与制作比较著名的电视剧有：《三国演义》南征北伐部分、《水浒传》、《笑傲江湖》、《激情燃烧的岁月》、《射雕英雄传》、《青衣》、《蓝色妖姬》、《天龙八部》、《神雕侠侣》、《倚天屠龍記》、《民工》、《吕梁英雄传》、《鹿鼎記》、《碧血剑》、《英雄时代》等，亦执导过经典广告短片《今生前世》。

## 生平
張紀中在1951年5月23日出生于北京，因出生之日正值西藏和平解放日，故被父親取名「紀中」，以紀念中國大陸全境解放。張紀中的父亲做过国民党的代县长，在文革期间从北京插队落户到山西。張紀中在9名兄弟姊姊當中排行第3，早年居住在北京東城區後趙家樓胡同1號。他在1964年畢業於北京市東城區史家胡同小學，畢業後到景山少年宫報考解放軍藝術學院，但基於未能通過政治審查而未被取錄。輾轉下入讀北京市燈市口中學（即現時的北京市第二十五中學），並與中國相聲表演藝術家姜昆成為同學。在校時除了參與籃球和舢板校隊運動，亦在北京市什剎海體育運動學校學習劍擊。
工作后，张纪中来到一家煤矿，在煤矿中学当上了一名历史教师。在机缘巧合下，1978年张纪中被山西省话剧团正式录取，成为一名话剧演员。1979年，张纪中在上海被两名导演看中，在上海演了四部戏，有一部叫《舞恋》。演了电影后，张纪中决定到北京去闯荡。他还做过话剧演员、电影演员、电视导演。1991年，张纪中从山西电视台借调中央电视台担任《三国演义》制片主任（五个之一），开始成名。

## 製片人作品

### 金庸作品
- 笑傲江湖（2001年）
- 射鵰英雄傳（2003年）
- 天龍八部（2004年）
- 神鵰俠侶（2006年）
- 碧血劍（2007年）
- 鹿鼎記（2008年）
- 倚天屠龍記（2009年）
- 新俠客行（2017年）

### 梁羽生作品
- 大唐游俠傳（2008年）

### 其他
- 三國演義（1994年）
- 水滸傳（1998年）
- 藍色妖姫（2000年）
- 激情燃燒的歲月（2002年）
- 青衣（2002年）
- 關西無極刀（2003年）
- 永樂英雄兒女（2003年）
- 民工（2005年）
- 呂梁英雄傳（2007年）
- 兵聖（2009年）
- 西遊記（2011年）
- 空姐日记（2012年）
- 菊花醉（2011年殺青，待播）
- 屯戍西疆（2012年殺青，待播）
- 英雄时代·炎黄大帝（2013年殺青，待播）
- 战神蚩尤（2015年）

## 參與演出

### 電視劇
- 1998年 《水浒传》飾 太尉崔靖 （客串）
- 2001年 《笑傲江湖》飾 王元霸（客串）
- 2003年 《射雕英雄传》飾 王重阳（客串）
- 2003年 《天龍八部》飾 汪劍通（客串）
- 2004年 《小魚兒與花無缺》飾 老紅葉（客串）
- 2006年 《神雕侠侣》飾 耶律楚材（客串）
- 2007年 《碧血剑》飾 孟伯飞（客串）
- 2011年 《西游记》飾 太上老君（客串）
- 2015年 《新上错花轿》飾 张閣老（客串）

### 電影
- 1981年《舞戀》
- 1982年《台島遺恨》

## 參與合唱歌曲
- 《神雕侠侣》片尾曲
曲名：江湖笑
主唱：周華健　黃曉明　張紀中　胡軍

## 家庭
- 第一任妻子~王玎（1953年3月23日-）：育有一女；[2]
- 第二任妻子~樊馨蔓（1966年2月28日-2016年12月23日）：樊馨蔓与张纪中1994年相识于中央戏剧学院进修期间，2002年5月注册结婚。樊馨蔓1993年开始在中央电视台新闻评论部工作，是中央电视台《东方时空·百姓故事》八年纪录片编导、《感动中国》六届总导演、《中国魅力城市》总导演。1994年，已成栏目编剧的她被中央电视台选送到中央戏剧学院进修。[3][4]
- 第三任妻子~杜星霖 （2017年3月5日-）：育有一子一女。[3]

## 争议

### 潜规则女星
2011年9月，网出现自称是新《西游记》剧组前员工的网友爆料在网络热传，爆料称制片人张纪中连续两次潜规则扮演蜘蛛精女演员，该女演员并因此被遣散离开剧组。

## 外部連結
- 张纪中的新浪微博
- 紀中文化的新浪微博